# 吳祺

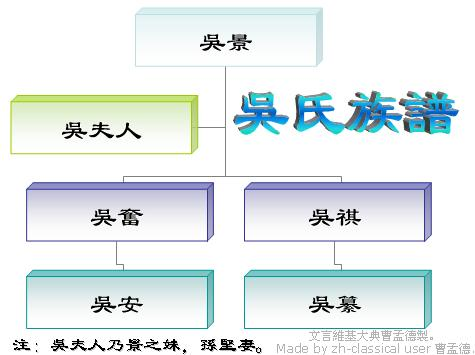

吳祺是汉朝吳郡人，是吳景的儿子。
侄子吳安死后，吳祺继承，被封为都亭侯。
死后，由子吳纂继承。

## 家屬
- 父 吳景
- 兄 吳奮
- 侄 吳安
- 子 吳纂